# Une chance de trop
Pour le roman de Harlan Coben, voir Une chance de trop (roman).
Une chance de trop est une série télévisée française en six épisodes de 52 minutes, réalisée par François Velle, adaptée du roman du même nom écrit par Harlan Coben.

## Résumé
Alice Lambert se prépare de bon matin pour aller courir avec son meilleur ami Louis. Elle prépare le biberon de sa fille Tara, 6 mois, puis deux coups de feu... et c'est le trou noir. Elle sort de son coma huit jours plus tard pour plonger dans une réalité cauchemardesque : son mari Laurent a été assassiné et leur fille a été enlevée. Manipulée par des ravisseurs insaisissables et soupçonnée par la police, Alice n'abandonne pas pour autant ses recherches. Elle le sait, elle le sent : sa fille l'attend quelque part, mais où ? Pour la retrouver, elle se débrouillera seule avec l'unique personne en qui elle a confiance : Richard, son amour de jeunesse, flic au 36 Quai des Orfèvres. Jusqu'où seriez-vous prêt à aller pour sauver votre enfant ? Une question que tout parent redoute. Alice n'a pas le choix... Elle devra aller jusqu'au bout.

## Diffusions
La série a été diffusée du 15 au 29 octobre 2015 sur TF1, ainsi qu'en Belgique sur RTL TVI et en Suisse sur RTS Un. Elle est disponible depuis le 16 décembre 2016 sur Netflix France et depuis janvier 2024 sur TF1+.

## Fiche technique
- Titre : Une chance de trop
- Réalisation : François Velle
- Création : Harlan Coben d'après son roman No Second Chance
- Adaptation et dialogues : Delinda Jacobs et Patrick Renault (épisodes 1 & 6) - Kristel Mudry, Sébastien Vitoux, Emilie Clamart-Marsollat, Patrick Renault (épisode 2) - Olivier Kohn, Patrick Renault (épisode 3) - Frédéric Chansel et Patrick Renault (épisode 4) - Mehdi Ouahab, Emilie Clamart-Marsollat, Patrick Renault (épisode 5)
- Musique : Armand Amar
- Photographie : Jean-Max Bernard
- Production : Sydney Gallonde, Jean-Pierre Dusséaux (VAB)
- Sociétés de production : VAB Productions, TF1, RTL TVI, RTS Radio Télévision Suisse
- Pays :  France
- Langue : Français
- Format : Couleurs - 35 mm
- Durée : 312 min (6 × 52 min)
- Dates de première diffusion :
  -  France : 15 octobre 2015 sur (TF1)
  -  Belgique : 5 octobre 2015 sur (RTL TVI)
  -  Espagne : 23 août 2016 sur (La 1)[1]
  -  Italie : 15 décembre 2016 sur (Rete 4)[2]

## Distribution
- Alexandra Lamy : Alice Lambert
- Pascal Elbé : Richard Millot
- Lionel Abelanski : Louis Barthel
- Charlotte des Georges : Capitaine Florence Romano
- Hippolyte Girardot : Commandant Cyril Tessier
- Didier Flamand : Edouard Delaunay
- Frédérique Tirmont : Edith Delaunay
- Lionnel Astier : Commissaire Pistillo
- Samira Lachhab : Nadia Leroux
- Francis Renaud : Thierry Vergne
- Fanny Valette : Marjorie Leroy / Lisa
- Sébastien Libessart : Samuel Armand / Sam
- Arièle Semenoff : Christine Lambert
- Geoffroy Thiebaut : Max Tardi
- Lorànt Deutsch : Stéphane Bacard
- Dana Delany : Loraine Tansmore
- Harlan Coben : Abe Tansmore
- Jean-François Vlérick : Paul Lambert
- Caroline Santini : Sophie Barthel
- Yoli Fuller : Inspecteur Mallet
- Marie-Julie Baup : Claire Lambert
- Benjamin Baroche : Laurent Delaunay
- Darko Bulatovic : Pavel
- Xenia Buravsky : Katarina Vergne
- Leslie Medina : Rose Lévy
- Paul Velle : Ferrand
- Claire Tran : Martinez
- Samuel Aouizerate : Tom
- Richard Chevallier : Médecin hélicoptère
- Marie-Jeanne Lardic : Médecin hôpital
- Jean-Noël Martin : Homme S.M.
- Michaël Erpelding : Vince Lopes
- Sofiane Tabti : Ismaël
- Floriane Muller : employée Delaunay
- Kimberly Zakine : Alice à 17 ans
- Lou Lévy : Claire à 16 ans
- Linda Kra : Kadija
- Sylvain Gillet : caissier Station service
- Rabih Hellal : Barman Boxe
- Renaud Le Bas : Généticien
- Laurence Colussi : Véronique
- Guillaume Arnault : voisin Rose 1
- Anthony Davy : voisin Rose 2
- Eric Frade : Flic Poker 1
- Salvatore Caltabiano : Flic Poker 2
- Christophe Gauzeran : Flic Poker 3
- Clara Guipont : Chloé
- Masha Kondakova : Tatiana
- Hélène de Saint-Père : Denise Vanech
- Natalia Pujszo : Sonia
- Rachid Hafassa : Major Hamzaoui
- François Denoyers : client Fast Food
- Élisa Sergent : secrétaire Bacard
- Frédéric Maranber : Général Lartigues
- Mathias Casartelli : Psychiatre
- Alexandre Delamadeleine : Dessinateur
- Lewine Weber : Tara à 3 ans
- Raphaël Aouizerate : Tom époque1/Oscar époque 2
- Simon Aouizerate : Oscar époque 1/Tom époque 2
- Kylian Le Gratiet : Dylan
- Nahil Yahiaoui : Nollan
- Gilles Bouleau : Présentateur JT

## Audiences
| Épisode          | Date de diffusion     | Audience            |
| ---------------- | --------------------- | ------------------- |
| 1                | Jeudi 15 octobre 2015 | 7 932 000 (31,9 %)  |
| 2                | Jeudi 15 octobre 2015 | 7 268 000 (36,5 %)  |
| 3                | Jeudi 22 octobre 2015 | 7 845 000 (29,7 %)  |
| 4                | Jeudi 22 octobre 2015 | 7 355 000 (33,3 %)  |
| 5                | Jeudi 29 octobre 2015 | 8 171 000 (31,1 %)  |
| 6                | Jeudi 29 octobre 2015 | 7 825 000 (36,3 %)  |
| Audience moyenne | Audience moyenne      | 7 732 667 (33,13 %) |

Une fois les visionnages différés comptabilisés, la série a été suivie en moyenne par 8,7 millions de téléspectateurs (35 % de part d'audience). Il s'agit de la série française la plus regardée depuis 2006 et RIS Police Scientifique.
| Légende : Saison 1 |

## Récompense
- Festival de la fiction TV de La Rochelle 2015[7] : 
  - Meilleure série de 52 minutes
  - Meilleure interprétation féminine pour Alexandra Lamy